# Pietra di Glavendrup

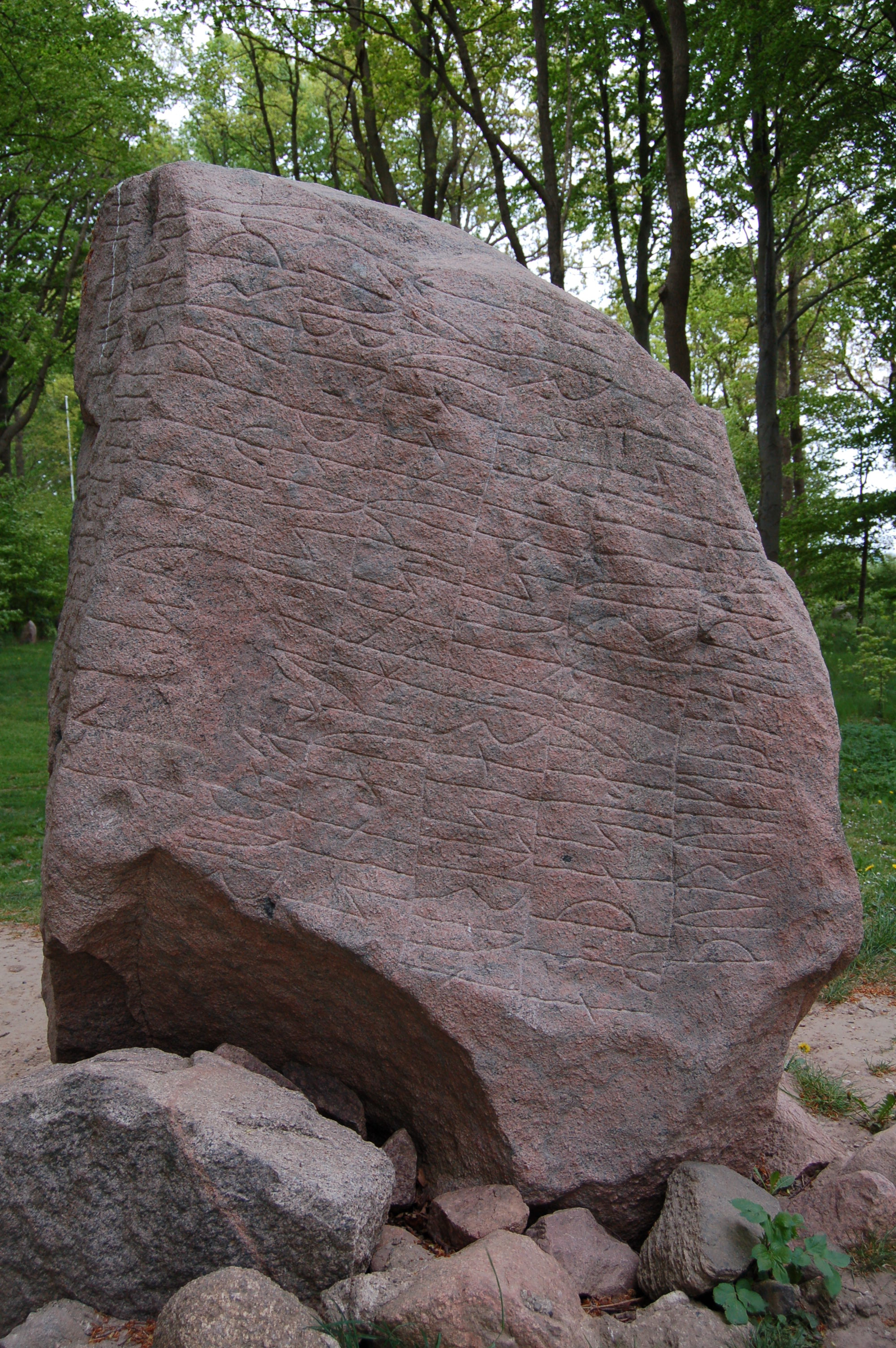
Faccia posteriore della pietra.

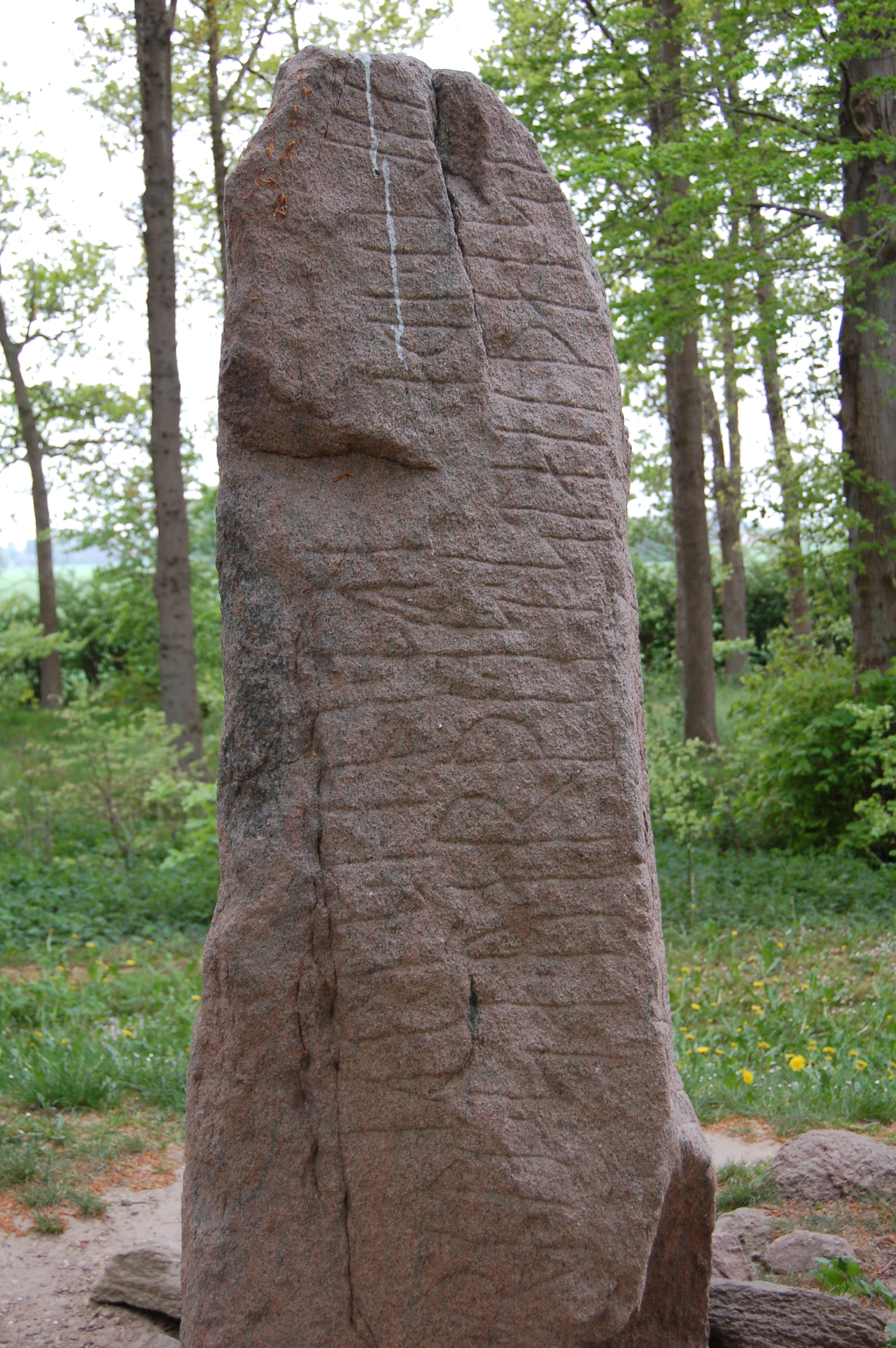
Vista laterale.

La Pietra di Glavendrup o DR 209 è una pietra runica che rimane sull'isola di Fionia in Danimarca e risale ai primi anni del X secolo d.C. Contiene l'iscrizione runica più lunga di tutta la Danimarca.
Il monolito termina una nave di pietra, un tumulo funerario delimitato in forma di nave da diverse pietre conficcate nel terreno, il quale contiene nove sepolture rinvenute tutte vuote. Nelle vicinanze della pietra rimangono altri monumenti megalitici.
La pietra runica venne alla luce nel 1794 durante dei lavori per l'estrazione della sabbia locale; il reperto fu poi messo al sicuro dall'archeologo Vedel Simonssen nel 1808, perché alcuni muratori volevano acquistarla. L'ultimo intervento di restauro risale al 1958 e il tumulo sul quale è stata sistemata è moderno.
La pietra venne ordinata da Ragnhild, la quale fu responsabile anche dell'erezione della pietra runica di Tryggevælde, per il suo secondo marito Alle, un Gothi (termine norreno che identifica un sacerdote pagano) e Thegn, nonché capo clan e signore della guerra. L'iscrizione fa appello a Thor di santificare la pietra. Il testo si conclude con una maledizione simile a quelle presenti sulla pietra di Tryggevælde e sulla Pietra runica di Saleby.

## Traslitterazione in caratteri latini
- AP :raknhiltr ' sa¶ti ' stain þonsi ' auft ¶ ala ' saulua kuþa ¶ uia l(i)þs haiþuiarþan þia¶kn
- AQ :raknhiltr ' sa¶ti ' stain þonsi ' auft ¶ ala ' saulua kuþa ¶ uial(i)þs haiþuiarþan þia¶kn
- B :ala ' suniR ' karþu ¶ kubl ' þausi ' aft ' faþur ¶ sin ' auk ' hons ' kuna ' auft ¶ uar ' sin ' in ' suti ' raist ' run¶aR ' þasi ' aft ' trutin ' sin ¶ þur ' uiki ' þasi ' runaR
- C :at ' rita ' sa ' uarþi ' is ' stain þansi ¶ ailti ' iþa aft ' onon ' traki

## Trascrizione in norreno
- AP :Ragnhildr satti sten þænsi æft Alla Solwa, goþa wea, liþs heþwærþan þægn.
- AQ :Ragnhildr satti sten þænsi æft Alla, salvia goþa, vialiþs heþwærþan þægn.
- B :Alla syniR gærþu kumbl þøsi æft faþur sin ok hans kona æft wær sin. Æn Soti rest runaR þæssi æft drottin sin. Þor wigi þæssi runaR.
- C :At ræta(?) sa wærþi æs sten þænsi ælti(?) æþa æft annan dragi.

## Traduzione in Italiano
- AP :Ragnhildr pose questa pietra in memoria di Alle Pale, sacerdote del santuario, onorevole thegn del seguito (del santuario).
- AQ :Ragnhildr pose questa pietra in memoria di Alle, sacerdote di Sølve, onorevole thegn degli attendenti del tempio.
- B :I figli di Alle fecero questo monumento in memoria del loro padre, e sua moglie in memoria del marito. E Sóti scolpì queste rune in memoria del suo signore. Thor santifichi queste rune.
- C :Uno stregone è colui che danneggerà(?) questa pietra o sposterà questa pietra (per erigerla) in memoria di un altro.